# Vinga (Roemenië)
Vinga is een Roemeense gemeente in het district Arad.
Vinga telt 6473 inwoners.
De gemeente bestaat uit de dorpen Vinga, Mailat en Mănăştur. Vinga was  van origine een Bulgaars dorp, Mailat Hongaars en Mănăştur in meerderheid Roemeens. 
Vinga werd 200 jaar lang gedomineerd door Katholieke Bulgaren. Na 1920 vertrokken deze echter steeds vaker weer naar Bulgarije. De Roemenen en Hongaren bleven en zij vormen nu de belangrijkste bevolkingsgroepen. De Roemenen vormen de meerderheid, de Hongaren volgen met ruim 20% van de bevolking. In 2011 waren de Bulgaren een minderheid van 5% van de bevolking.

## Mailat (Majláthfalva)
Het Hongaarse dorpje Majláthfalva werd gesticht op de linkeroever van de rivier de Harangod in de 18e eeuw. Het plaatsje ligt op de plek waar voor de Ottomaanse overheersing ook Hongaren woonden. Nadat de Turken waren verdreven was het gebied 60 jaar lang onderdeel van de militaire grenszone van Oostenrijk. In 1773 kwamen de eerste Hongaren er weer wonen. In 1910 had het dorp 2335 inwoners (2272 Hongaren). 100 jaar later, in 2011 was de bevolking 988 zielen, onder wie 829 Hongaren,	86,4%.
Het dorp is sinds 1965 onderdeel van het district Arad en is het zuidelijkst gelegen Hongaarse dorp in dat district.

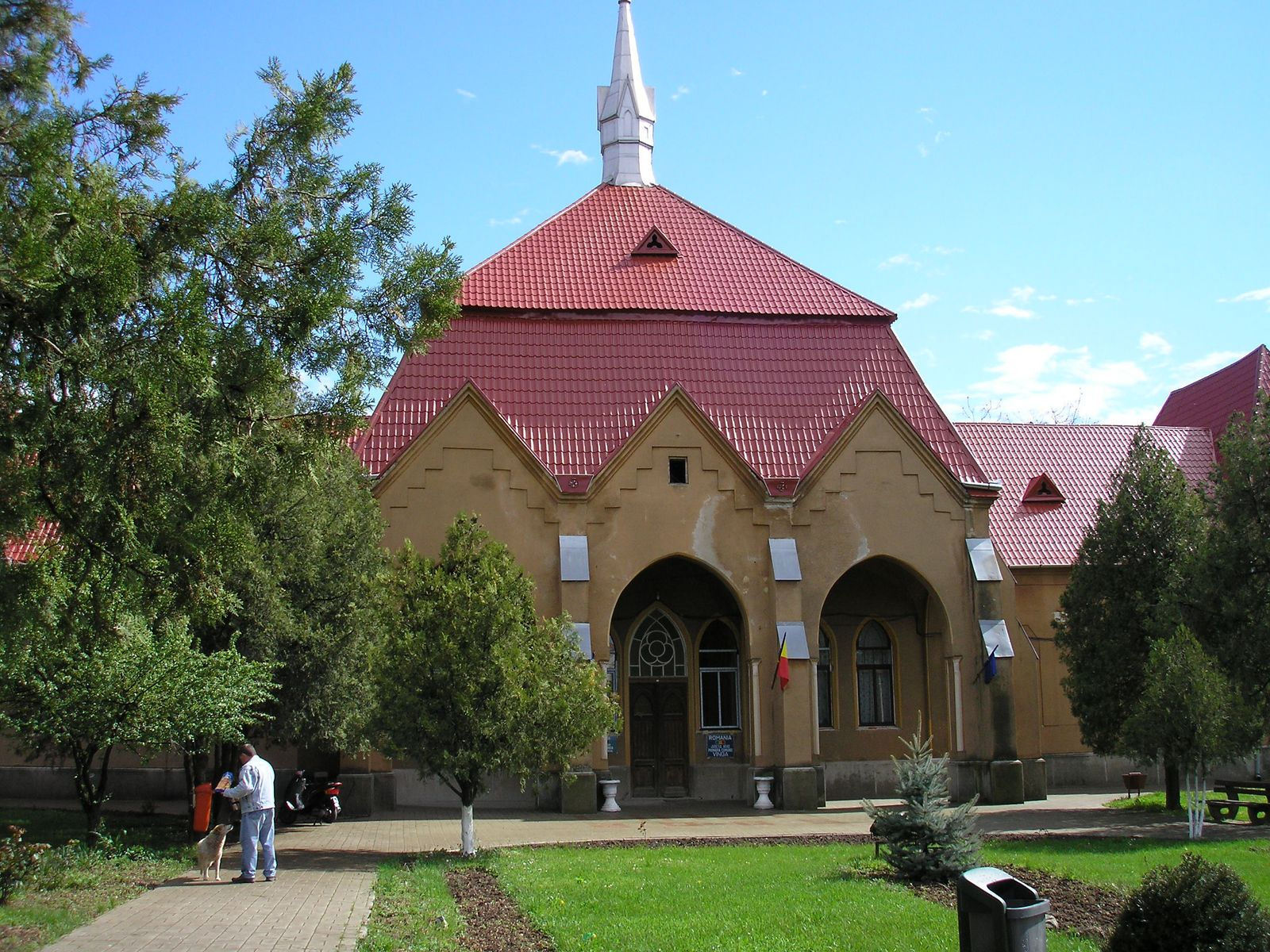
Vârfurile